# Пожежна каланча (Кострома)

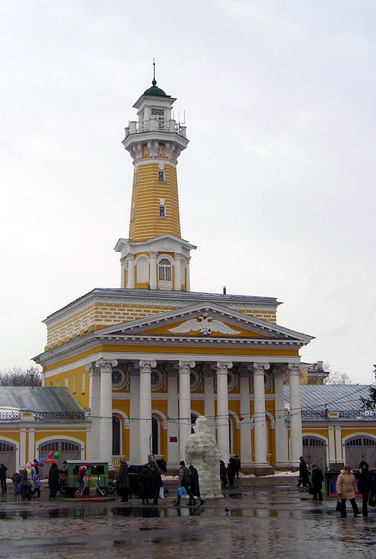
Пожежна каланча в Костромі

Пожежна каланча в Костромі — історична будівля пожежної каланчі у обласному центрі Росії місті Костромі; одна з визначних історико-архітектурних пам'яток міста, взірець архітектури російського провінційного класицизму 1-ї третини XIX століття (архітектор П. І. Фурсов), головна прикраса центральної площі міста — Сусанінської.
Споруда височіє у самому середмісті Костроми — на центральній Сусанінській площі й розташована офіційно за адресою:
вулиця Симановського, буд. 1/2, м. Кострома—156000, Росія‎.

## Опис
Будівля Костромської каланчі зведена в стилі пізнього класицизму за зразком античного храму з портиком, що складається з високого фронтону і 6 високих колон з іонічними капітелями. Фасад за колонами оздоблений круглими вікнами-розетками, а в центрі трикутника фронтону поміщений двоголовий орел.
Сама будівля — двоповерхова, дуже простора, в ній вільно розташовувались всі приміщення, необхідні для пожежної частини губернського міста: житлові і вартові приміщення для працівників та пожежної команди, стайні, повітки для бочок з водою.
Вінчає споруду чудова і дуже висока спостережна вишка з альтанкою-ліхтариком. Вишка може вважатися окремим витвором мистецтва, адже всі її деталі були ретельно продумані і опрацьовані авторами. Восьмигранник вежі повністю вкритий дрібним рустом, що створює враження легкості і навіть ажурності споруди. Башта ніби «виростає» з основи-восьмерика, оточеного маленькими тосканськими портиками з чотирьох боків. Завершенням споруди є напрочуд гарний ліхтар з обхідним балконом.
Пожежна каланча, вже за самим функціональним призначенням, була від часу зведення і лишається тепер однією з домінант історичного центру Костроми.

## Історія
Каланча у Костромі була побудована з ініціативи губернатора Карла Івановича Баумгартена (1768—1831), який видав припис:
|  | Не мешает здесь приличной каланче, которая бы вместе и служила городу украшением, и оградила каждого обывателя безопасностию во время пожарных случаев.» |

Будівництво каланчі здійснювалось у 1824—25 роках під наглядом автора проекту, губернського архітектора Петра Фурсова; оздоблювальні роботи були виконані за ескізами Фурсова ярославськими майстрами Повірзневим і Бобаніним в 1825—27 роках.
Збереглися свідчення, що 1834 року костромська каланча викликала захоплення у російського імператора Миколи I, після чого за будівлею закріпилася слава найкращої пожежної каланчі у російській провінції.
У 2-й половині XIX століття каланча декілька разів перебудовувалася. Так, у 1860-х до споруди були прибудовані великі бічні крила для розміщення в них пожежного депа, а у 1880-х роках «ліхтар» на вартовій вишці загубив свій колишній вигляд — на старих світлинах можна побачити, що його значно спростили.
Після зруйнування в 1930 році дзвіниці Успенського собору Костромського кремля міська каланча стала найвищою домінантою середмістя.
Під час здійснюваних у 1950-х роках реставраційних робіт ліхтарю на вежі каланчі повернули його первісний вигляд.
Пожежна каланча Костроми практично весь час свого існування використовувалася тільки за призначенням, і навіть нещодавно тут продовжувало розміщуватися обласне управління пожежної охорони.
У 2005 році споруда каланчі була офіційно передана Костромському музею-заповіднику. Нині в будівлі розміщена музейна експозиція.

## Виноски
1. ↑  Мапи Гугл
2. ↑  Визначні пам'ятки Костроми. Пожежна каланча. [Архівовано 17 лютого 2011 у Wayback Machine.] на www.kostromaweb.ru (Все про Кострому: готелі, визначні пам'ятки, фотографії, історія міста) [Архівовано 14 грудня 2010 у Wayback Machine.]